# 261 Dywizja Strzelecka (ZSRR)
261 Dywizja Strzelecka (ros. 261-я стрелковая дивизия) – związek taktyczny (dywizja) Armii Czerwonej.
Sformowana w 1941, w związku z niemiecką agresją na ZSRR. Broniła Kaukazu. Jesienią 1942 wycofana do Erywania.